# Valérie Flohimont
Valérie Flohimont est depuis 2005 la gouverneure adjointe de la province du Brabant flamand succédant à Guy Desolre et devenant la première femme à occuper le poste. 

## Biographie
Valérie Flohimont a réalise un doctorat en droit de la KU Leuven. 
Depuis 2005, elle est gouverneur adjointe de la province du Brabant flamand, où elle a succédé à Guy Desolre. Elle est la première femme à occuper le poste. Elle  est également professeur à l'Université de Namur.
En tant que vice-gouverneure, elle est chargée d'examiner les plaintes sur l'application des lois et règlements sur l'emploi des langues en matière administrative et scolaire. Elle est francophone.  